# Eugenio Rossi
Eugenio Rossi (6 marzo 1992) è un altista sammarinese, che gareggia per l'Atletica Biotekna Marcon.

## Biografia
Vanta un primato personale di 2,27 metri (record nazionale)  e risulta essere la miglior prestazione sammarinese di sempre in tutte le specialità dell'atletica.
Ha vinto 4 medaglie d'argento ai Giochi dei piccoli stati d'Europa: nel 2011 in Liechtenstein, nel 2013 in Lussemburgo, nel 2015 in Islanda e nel 2017 a San Marino.
Ha inoltre rappresentato San Marino ai Giochi del Mediterraneo e ai Campionati europei di atletica leggera.
Ha vinto 2 medaglie di bronzo, 2 d'argento e 2 d'oro ai campionati italiani giovanili, 2 bronzi e un argento a quelli assoluti, una medaglia di bronzo ai Giochi del Mediterraneo U23 ad Aubagne; nel 2014 ha vinto la gara valida per i Campionati europei a squadre (Third League) a Tbilisi con 2,24 m. Nel 2015 ha partecipato ai Campionati del mondo.
Nel 2016 ha partecipato alle Olimpiadi di Rio de Janeiro, dove, con 2.17 m, ottiene solo un 35º posto nelle qualificazioni, non sufficiente per l'accesso in finale.

## Palmarès
| Anno | Manifestazione          | Sede           | Evento        | Risultato      | Prestazione | Note |
| ---- | ----------------------- | -------------- | ------------- | -------------- | ----------- | ---- |
| 2012 | Europei                 | Helsinki       | Salto in alto | 32º (q)        | 2,00 m      |      |
| 2013 | Europei indoor          | Göteborg       | Salto in alto | 26º (q)        | 2,08 m      |      |
| 2013 | Giochi del Mediterraneo | Mersin         | Salto in alto | 11º            | 2,10 m      |      |
| 2013 | Europei under 23        | Tampere        | Salto in alto | 25º (q)        | 2,09 m      |      |
| 2014 | Europei                 | Zurigo         | Salto in alto | 19º (q)        | 2,19 m      |      |
| 2015 | Europei indoor          | Praga          | Salto in alto | 16º (q)        | 2,19 m      |      |
| 2015 | Mondiali                | Pechino        | Salto in alto | 37º (q)        | 2,17 m      |      |
| 2016 | Europei                 | Amsterdam      | Salto in alto | 13º (q)        | 2,23 m      |      |
| 2016 | Giochi olimpici         | Rio de Janeiro | Salto in alto | 35º (q)        | 2,17 m      |      |
| 2018 | Giochi del Mediterraneo | Tarragona      | Salto in alto | 6º             | 2,15 m      |      |
| 2018 | Europei                 | Berlino        | Salto in alto | Qualificazione | nm          |      |